# Friedel Rausch
Friedel Rausch (Duisburg, 1940. február 27. – 2017. november 18.) német labdarúgó, hátvéd, edző.

## Sikerei, díjai

### Játékosként
Schalke 04
- Nyugatnémet kupa (DFB Pokal)
  - 1969

### Edzőként
Schalke 04
- Nyugatnémet bajnokság (Bundesliga)
  - 2.: 1976–77

 Eintracht Frankfurt
- UEFA-kupa
  - győztes: 1979–80

 FC Luzern
- Svájci bajnokság
  - bajnok: 1988–89
- Svájci kupa
  - győztes: 1992

 1. FC Kaiserslautern
- Német bajnokság (Bundesliga)
  - 2.: 1993–94